# Liste der Bodendenkmäler in Untersteinach
Auf dieser Seite sind die Bodendenkmäler in der oberfränkischen Gemeinde Untersteinach zusammengestellt. Diese Tabelle ist eine Teilliste der Liste der Bodendenkmäler in Bayern. Grundlage ist die Bayerische Denkmalliste, die auf Basis des Bayerischen Denkmalschutzgesetzes vom 1. Oktober 1973 erstmals erstellt wurde und seither durch das Bayerische Landesamt für Denkmalpflege geführt wird. Die folgenden Angaben ersetzen nicht die rechtsverbindliche Auskunft der Denkmalschutzbehörde.

## Bodendenkmäler der Gemeinde Untersteinach

### Bodendenkmäler in der Gemarkung Stadtsteinach
| Lage                     | Objekt                                 | Akten-Nr.     | Bild |
| ------------------------ | -------------------------------------- | ------------- | ---- |
| Stadtsteinach (Standort) | Mittelalterliche Wüstung Plankenhoven. | D-4-5835-0041 |      |

### Bodendenkmäler in der Gemarkung Untersteinach
| Lage                     | Objekt | Akten-Nr.     | Bild |
| ------------------------ | --- | ------------- | ---- |
| Untersteinach (Standort) | Mittelalterlicher Burgstall. Siehe auch: Burgstall Untersteinach | D-4-5835-0028 |      |
| Untersteinach (Standort) | Freilandstation des Paläolithikums. | D-4-5835-0030 |      |
| Untersteinach (Standort) | Freilandstation des Paläolithikums. | D-4-5835-0031 |      |
| Untersteinach (Standort) | Untertägige Teile der spätmittelalterlichen bis frühneuzeitlichen Pfarrkirche in Untersteinach, Fundamente mittelalterlicher Vorgängerbauten sowie Körpergräber des Mittelalters und der Neuzeit. | D-4-5835-0039 |      |